# توومبا
توومبا (بالإنجليزية: Toowoomba)‏ هي مدينة في جنوبي ولاية كوينزلاند، في استراليا، تقع على بعد 127 كم (مي 79) إلى الغرب من المدينة العاصمة في كوينزلاند، بريسبان. وهي ثاني أكبر مدينة من المدن الداخلية في أستراليا وهي أكبر مدن البلاد الداخلية غير الرأسمالية.
يوجد بها جامعة وكاتدرائية مدينة توومبا التي تستضيف «كرنفال الزهور الأسترالية» في سبتمبر من كل عام. وهناك أكثر من 150 من الحدائق العامة والحدائق في توومبا.

## عدد السكان
بلغ سكانها ما يقدر 131,258.

## المناخ
يظهر الجدول التالي التغييرات المناخية على مدار السنة لتوومبا:
| البيانات المناخية لـتوومبا                                                     | البيانات المناخية لـتوومبا | البيانات المناخية لـتوومبا | البيانات المناخية لـتوومبا | البيانات المناخية لـتوومبا | البيانات المناخية لـتوومبا | البيانات المناخية لـتوومبا | البيانات المناخية لـتوومبا | البيانات المناخية لـتوومبا | البيانات المناخية لـتوومبا | البيانات المناخية لـتوومبا | البيانات المناخية لـتوومبا | البيانات المناخية لـتوومبا | البيانات المناخية لـتوومبا |
| الشهر                                                                          | يناير                      | فبراير                     | مارس                       | أبريل                      | مايو                       | يونيو                      | يوليو                      | أغسطس                      | سبتمبر                     | أكتوبر                     | نوفمبر                     | ديسمبر                     | المعدل السنوي              |
| ------------------------------------------------------------------------------ | -------------------------- | -------------------------- | -------------------------- | -------------------------- | -------------------------- | -------------------------- | -------------------------- | -------------------------- | -------------------------- | -------------------------- | -------------------------- | -------------------------- | -------------------------- |
| الدرجة القصوى °م (°ف)                                                          | 39.5 (103.1)               | 40.8 (105.4)               | 36.1 (97.0)                | 30.3 (86.5)                | 29.0 (84.2)                | 27.9 (82.2)                | 24.5 (76.1)                | 32.0 (89.6)                | 34.4 (93.9)                | 36.4 (97.5)                | 37.5 (99.5)                | 38.3 (100.9)               | 40.8 (105.4)               |
| متوسط درجة الحرارة الكبرى °م (°ف)                                              | 28.2 (82.8)                | 27.5 (81.5)                | 26.1 (79.0)                | 23.2 (73.8)                | 19.9 (67.8)                | 16.9 (62.4)                | 16.7 (62.1)                | 18.7 (65.7)                | 22.1 (71.8)                | 24.6 (76.3)                | 26.2 (79.2)                | 27.5 (81.5)                | 23.1 (73.6)                |
| متوسط درجة الحرارة الصغرى °م (°ف)                                              | 17.6 (63.7)                | 17.6 (63.7)                | 16.4 (61.5)                | 13.4 (56.1)                | 10.0 (50.0)                | 7.6 (45.7)                 | 6.5 (43.7)                 | 7.5 (45.5)                 | 10.5 (50.9)                | 12.7 (54.9)                | 14.8 (58.6)                | 16.5 (61.7)                | 12.6 (54.7)                |
| أدنى درجة حرارة °م (°ف)                                                        | 12.6 (54.7)                | 11.7 (53.1)                | 10.2 (50.4)                | 3.1 (37.6)                 | −0.8 (30.6)                | −1.5 (29.3)                | −1.8 (28.8)                | −1.7 (28.9)                | 1.9 (35.4)                 | 2.7 (36.9)                 | 6.4 (43.5)                 | 9.0 (48.2)                 | −1.8 (28.8)                |
| الهطول مم (إنش)                                                                | 99.9 (3.93)                | 115.9 (4.56)               | 67.8 (2.67)                | 70.1 (2.76)                | 76.3 (3.00)                | 41.8 (1.65)                | 45.4 (1.79)                | 30.8 (1.21)                | 37.7 (1.48)                | 66.4 (2.61)                | 96.4 (3.80)                | 121.3 (4.78)               | 866.8 (34.13)              |
| متوسط أيام هطول الأمطار                                                        | 10.1                       | 10.6                       | 9.4                        | 8.2                        | 9.3                        | 6.7                        | 6.9                        | 6.0                        | 5.7                        | 8.0                        | 9.8                        | 10.3                       | 101.0                      |
| Average afternoon رطوبة نسبية (%)                                              | 51                         | 56                         | 52                         | 50                         | 51                         | 54                         | 50                         | 42                         | 40                         | 40                         | 48                         | 49                         | 49                         |
| المصدر #1: Bureau of Meteorology (temperatures, 1997-)                         |                            |                            |                            |                            |                            |                            |                            |                            |                            |                            |                            |                            |                            |
| المصدر #2: Bureau of Meteorology, Toowoomba (precipitation, 1981-2010 normals) |                            |                            |                            |                            |                            |                            |                            |                            |                            |                            |                            |                            |                            |